# Jacqueline Boyer
Jacqueline Boyer, pseudonimo di Jacqueline Lucienne Éliane Ducos (Parigi, 23 aprile 1941), è una cantante e attrice francese. Ha vinto l'Eurovision Song Contest 1960 con Tom Pillibi scritta da André Popp e Pierre Cour. Il singolo contenente Tom Pillibi ha raggiunto il numero 33 della classifica britannica nel maggio del 1960. È molto conosciuta anche in Germania dove ha inciso parecchi 45 giri.
È la figlia dei cantanti Jacques Pills e Lucienne Boyer.

## Infanzia e inizi artistici
Nasce a Parigi il 23 aprile 1941. Suo padre, Jacques Pills (il cui vero nome è René Ducos), è un cantante di music-hall molto applaudito in Francia e negli Stati Uniti; con Georges Tabet costituisce il duo Pills-Tabet e prende parte come cantante a numerose operette. Sua madre, Lucienne Boyer, è invece famosa ed applaudita in tutto il mondo grazie alla canzone Parlez-moi d'amour.
Sin da piccola, Jacqueline comincia ad apprezzare la buona musica e passa la maggior parte del suo tempo nei camerini dei teatri dove i genitori si esibiscono. A sei anni parte con la madre alla volta degli Stati Uniti, dove cresce.
Dopo la separazione da Lucienne Boyer, Jacques Pills sposa Édith Piaf nel 1952 e Jacqueline ne diventa la figlia acquisita. Ricordando con affetto gli anni passati in boulevard Lannes con il padre ed Édith Piaf, Jacqueline racconta: " A casa di Piaf ho passato dei giorni sublimi, pieni di tenerezza e di attenzioni. [...]. Vi era sempre festa, era tutto meraviglioso..."
Da ragazza, essendo amante della "chanson française", Éliane comincia a prendere lezioni di canto e debutta per la prima volta con la madre in Ungheria, davanti a 3.000 persone, e con Marlene Dietrich, all'età di 15 anni circa. L'esecuzione della ragazza sorprende il pubblico e riceve i complimenti da Franck Pourcel in persona.
Quando la madre apre il cabaret a Montmartre "Chez Lucienne", Jacqueline appare sempre più spesso negli spettacoli della madre, si dedica con assiduità allo studio del canto e della recitazione, quest'ultima con Maurice Escande, e gestisce l'amministrazione del cabaret.

## Tom Pillibie l'ascesa verso il successo
Dopo l'uscita del suo primo disco, Jacqueline viene selezionata per partecipare all'Eurovision Song Contest, nel 1960. Il 25 marzo 1960, a Londra, davanti ad un pubblico ben nutrito, la giovane si classifica prima con 32 punti, con la canzone Tom Pillibi, parole di Pierre Cour, musica di André Popp ed orchestra di Franck Pourcel. 
Quando ritorna a Parigi, la giovane viene accolta da una folla di ammiratori che la acclamano, trattandola "come un'eroina nazionale che aveva battuto il nemico in una battaglia sanguinosa", come lei stessa racconta.

## Apogeo della sua carriera
Nel novembre del 1960 Jacqueline Boyer sposa François Lubiana, da cui ha una figlia, Georgia. Jacqueline ricorda le felicitazioni per la gravidanza arrivate da Édith Piaf, che voleva essere a tutti i costi la madrina della piccola.
Il successo aumenta, soprattutto in Francia, in Germania, in Inghilterra ed in Giappone. Tom Pillibi viene tradotta in tedesco ed in inglese. Nel 1963 Jacqueline Boyer torna in testa alle classifiche in giro per il mondo con la canzone Mitsou.
Jacqueline partecipa al Festival du Coq D'Or con la canzone Comme au premier jour, appare regolarmente sul piccolo schermo, prende parte ai concerti delle grandi star del suo tempo, come Charles Aznavour, con cui tiene dei concerti alla sala da concerti parigina Alhambra, Georges Brassens, Tino Rossi; nel 1964 partecipa al "Festival de la Rose d'Or d'Antibes".
Nello stesso tempo, Jacqueline effettua tournée agli Stati Uniti e prende parte all'Ed Sullivan Show ed in trasmissioni televisive come quelle di Pat Boone e Perry Como.
Nel 1966 Jacqueline è vittima di un grave incidente d'auto, che le provoca un trauma cerebrale e conseguenti perdite di memoria provvisorie, che le impediscono di continuare al meglio la sua carriera e decide, perciò, di fare una pausa di tre anni. In quel periodo, inoltre, divorzia da François Lubiana.

## Da Jacqueline Boyer a Barbara Benton
Dopo una pausa di tre anni, Jacqueline si rimette di nuovo al lavoro, crea un nuovo album e, nel 1970, anno in cui muore il padre Jacques Pills, parte per una nuova tournée. Nel 1972 tiene dei concerti all'Olympia, con Charles Trenet e poi parte alla volta del Giappone, della Germania, degli States e del Regno Unito. Nel 1976 ritorna all'Olympia con la madre, in occasione dei 50 anni di carriera di quest'ultima.
Nel 1979 Jacqueline si trasferisce a New York e, con lo pseudonimo di Barbara Benton, si esibisce nelle televisioni newyorkesi cantando il brano Life is new e mette in commercio un nuovo disco, Time and Time Again. Questa nuova tournée americana non riscuote il successo desiderato, perciò la cantante, nel 1988, si ripresenta con il nome di Jacqueline Boyer, torna in Francia e riprende a partecipare a trasmissioni televisive.
Nel 1989 diventa nonna. Viene eletta, in seguito, membro d'onore dell'associazione "Les Amis d'Édith Piaf" (Gli amici di Édith Piaf), ed effettua delle tournée in onore dei genitori, Lucienne Boyer e Jacques Pills, e della madre acquisita Édith Piaf.
Nel 2005 Jacqueline lascia Neuilly e si trasferisce a Saint-Gaudens, città natale del suo compagno.
Tra il 2009 e il 2010 pubblica diversi album contenenti i suoi più grandi successi, destinati alla Francia ed alla Germania.
Nel 2013, in occasione di una messa commemorativa in onore di Édith Piaf, Jacqueline canta la canzone Hymne à l'amour, nella chiesa di San Giovanni Battista a Belleville, accompagnata da altre personalità del mondo della musica, come Charles Dumont.

## Discografia

### LP
- 1959: Tu es le soleil de mon coeur
- 1960: Tom Pillibi
- 1960: Comme au premier jour
- 1961: Cou-couche panier
- 1961: Pépé
- 1961: Il fait gris dans mon coeur
- 1962: Pianissimo
- 1962: Le pont vers le soleil
- 1962: Excusez-moi si j'ai vingt ans
- 1963: D'autres avant toi
- 1964: Typhon
- 1964: Le temps de la vie
- 1966: La mer, la plage
- 1984: Time and Time Again (come Barbara Benton)
- 1990: Parlez-moi d'amour
- 1991: Goldene Schlager Erinnerungen
- 2000: Nuances
- 2002: Tous les visages de Jacqueline Boyer
- 2004: Si quelqu'un vient vous dire
- 2008: Vier kleine Seiten meines Lebens
- 2009: Quatre petites pages de ma vie
- 2010: Chagrin d'amitié

### Singoli
- 1960: Tom Pillibi
- 1960: Comme au premier jour
- 1963: Mitsou
- 1963: In der kleinen Bar auf dem Grand-Boulevard
- 1963: Der Pianist hat keine Ahnung (con Peter Weck e Dany Mann)
- 1963: Regenschirm-Song (con Paul Kuhn)
- 1963: Oui, oui, oui
- 1964: Hongkong Mädchen
- 1964: Suleika
- 1965: Butterfly
- 1965: Hör das Signal, Korporal
- 1965: Little Little China-Girl
- 1968: Oh, Cheri Je t'aime
- 1968: Der Mond vom Fudschijama
- 1969: Mein Herz sagt oui
- 1969: Mucho Amore
- 1969: Very Good, C'est Si Bon
- 1969: Moi Moi Moi j'ai de la Chance
- 1971: Nimm dir einen Mann
- 1971: Fang jeden Tag mit Liebe an
- 1971: Il était une fois dans l'ouest
- 1971: Tu as choisi de vivre seul
- 1971: Quentin Durward
- 1971: Kalispera
- 1971: L'eau de la piscine
- 1971: L'amour se porte bien
- 1972: Parlez-vous francais Monsieur
- 1972: Monsieur le Gendarme
- 1972: Mélodie de Paris
- 1976: C'est la vie
- 1983: Life Is New (come Barbara Benton)
- 1984: Time and Time Again (come Barbara Benton)
- 1985: Parlez-moi d'amour (come Barbara Benton)
- 1989: Tour Eiffel
- 2004: La roue tourne

## Filmografia
- Caravan
- Das Rätsel der grünen Spinne
- Gauner-Serenade
- Der Nächste Urlaub kommt bestimmt
- Peppermint Soda